# Film i Indien
Indisk film er en af verdens førende med hensyn til kvantitet. I 2006 blev der lavet 1.091 film i landet. Fra 1950'erne til 1990'erne gav dette indiske filmindustri, en god fortjeneste, som siden har ændret sig som følge af øget tv-produktion, flere udenlandske film og piratkopiering af film.
Indiens mange sprog afspejles også i de film, der produceres. Hvert af de store indiske sprog – hindi, bengalsk, tamilsk, Telugu, malayalam og kannada – har egen filmcentral. Hindi film bliver produceret i Mumbai, hvor studierne ofte omtales kollektivt som Bollywood. Navnet er også blevet overført til andre sprog, tamilske film bliver produceret i Kollywood i distriktet Kodambakkam i Chennai, og telugu-film i Tollywood. Film produceret på bengalsk kaldes Tollygunge, da disse film i lang tid blev produceret i distriktet Tollygunge i Kolkata.
Bollywood er den største med hensyn til antal af film og indtægterne fra billetsalget, da hindi er det største sprog i Indien.

## Historie
Efter visningen af Lumière "levende billeder" i London (1895) som blev en sensation i hele Europa, og i juli 1896 havde Lumière-filmen været vist i Bombay (nu Mumbai). Den første kortfilm i Indien blev instrueret af Hiralal Sen, der starter med The Flower of Persia (1898). Den første fuld-længde film i Indien blev produceret af Dadasaheb Phalke, en lært i Indiens sprog og kultur, der bragte elementer fra sanskrit epos sammen for at producere hans Raja Harishchandra (1913), en stumfilm i Marathi. De kvindelige roller i filmen blev spillet af mandlige skuespillere. Den første indiske kæde af biografer var ejet af iværksætteren Jamshedji Framji Madan fra Kolkata (tidligere Calcutta). Han førte tilsyn med produktionen af 10 film om året, og fordelte dem i hele det indiske subkontinent.